# Tobias Dürr (Journalist)

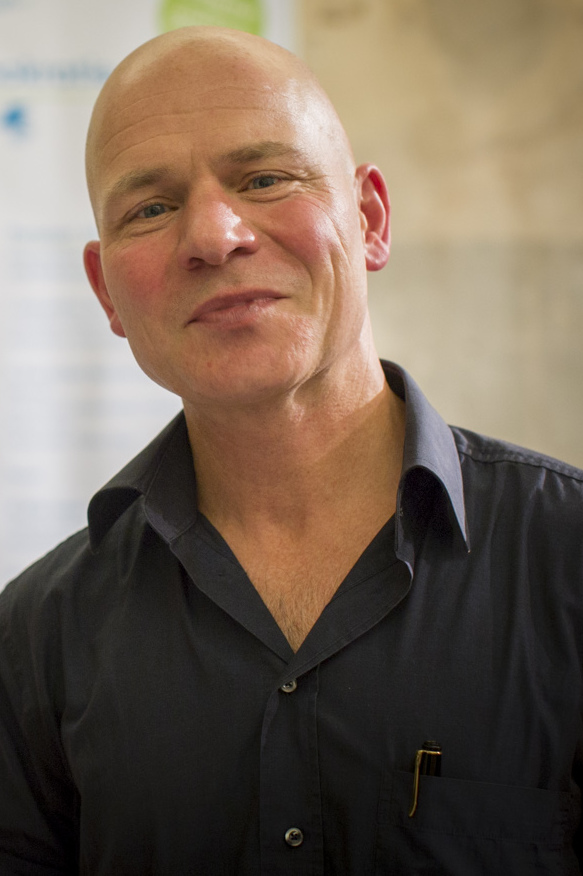
Tobias Dürr (2015)

Tobias Dürr (* 1965) ist ein deutscher Sozialwissenschaftler und Journalist.
Dürr studierte an der Georg-August-Universität Göttingen und wurde dort zum Doktor der Sozialwissenschaften Dr. disc. pol. promoviert. Für die Wochenzeitung Die Zeit lieferte er zahlreiche Beiträge. Dürr war Chefredakteur der Zeitschrift Berliner Republik. Außerdem ist er Mitgründer der Denkfabrik „Das Progressive Zentrum“ und war bis 2019 dessen Vorsitzender.

## Schriften
- als Herausgeber mit Tanja Busse: Das Neue Deutschland. Die Zukunft als Chance. Aufbau-Verlag, Berlin 2003, ISBN 3-351-02553-X.
- als Herausgeber mit Franz Walter: Solidargemeinschaft und fragmentierte Gesellschaft. Parteien, Milieus und Verbände im Vergleich. Festschrift zum 60. Geburtstag von Peter Lösche. Leske + Budrich, Opladen 1999, ISBN 3-8100-2246-2.